# 40-й гвардейский стрелковый корпус
40-й гвардейский стрелковый Краснознамённый корпус — войсковое соединение РККА во время Великой Отечественной войны и в послевоенные годы.
Условное наименование — войсковая часть полевая почта (в/ч пп) № 52524.
Сокращённое наименование — 40 гв. ск.

## История формирования
Управление корпуса было сформировано в октябре 1943 года в городе Коломна Московского военного округа как управление 99-го стрелкового корпуса. В ноябре 1943 года в состав корпуса были включены 265-я, 229-я и 311-я стрелковые дивизии. С момента создания, корпус входил в состав 21-й армии.
Приказом НКО СССР № 0412 от 29 декабря 1944 года, за проявленные героизм и отвагу, за стойкость, мужество, дисциплину, организованность и умелое выполнение боевых задач (в Заполярье, на Мурманском направлении и в Северной Норвегии), 14-я Печенгская и 65-я Новгородская Краснознамённая ордена Суворова стрелковые дивизии были преобразованы в 101-ю и 102-ю гвардейские дивизии. Этим же приказом, в связи с тем, что эти дивизии вместе с 10-й гвардейской стрелковой Печенгской Краснознамённой дивизией успешно проводили боевые операции в составе 99-го стрелкового Краснознамённого корпуса, управление и корпусные части 99-го стрелкового Краснознамённого корпуса были преобразованы в 40-й гвардейский стрелковый Краснознамённый корпус.
После преобразования корпус из Северной Норвегии был передислоцирован в город Рыбинск Ярославской области, где пополнялся личным составом, боевой техникой и транспортом.
Части корпусного подчинения
- 198-й отдельный гвардейский батальон связи (бывший 944-й)[4];
- 385-я гвардейская полевая авторемонтная база;
- 2877-я военно-почтовая станция[5].

## Участие в боевых действиях
Период вхождения в действующую армию: 29 января 1945 года — 9 мая 1945 года.
В январе 1945 года корпус в составе 10-й, 101-й и 102-й гвардейских стрелковых дивизий был переброшен по железной дороге в район Острув-Мазовецкий. Действуя в составе 19-й армии, корпус прорвал оборону немцев юго-западнее Конитц и взаимодействуя с танковыми соединениями вышел на побережье Балтийского моря, тем самым отрезав Восточно-Померанскую группировку. Развивая успех наступления корпус вышел к внешнему обводу оборонительных укреплений военно-морских баз Гдыня — Данциг. После ожесточённых боёв, разгромив остатки окружённых войск 2-й немецкой армии корпус штурмом овладел городами Польши — Нойштад, Яново, Циссау, Килау, Гдыня. После завершения боевых действий под городом Гдыня корпус совершил 250 километровый марш в район Штеттин.
В апреле 1945 года соединения корпуса в составе 2-й ударной армии переправились через реку Одер. Преследуя остатки разгромленных немецких войск Западно-Померанской группировки, части корпуса овладели городом Штральзунд. Форсировав трёхкилометровый морской пролив Штральзунд-Фарвассер корпус овладел островом Рюген, после чего занял оборону побережья Балтийского моря на этом острове.

## Подчинение и боевой состав
| Дата       | Фронт                             | Армия             | В составе (стрелковые)                                                                                        | Другие части, в том числе приданные                                             | Примечания |
| ---------- | --------------------------------- | ----------------- | --- | ------------------------------------------------------------------------------- | ---------- |
| 01.01.1945 | Резерв Ставки ВГК                 | 19-я армия        | 10-я гвардейская стрелковая дивизия 101-я гвардейская стрелковая дивизия 102-я гвардейская стрелковая дивизия | 198-й отдельный гвардейский батальон связи                                      | -          |
| 01.02.1945 | 2-й Белорусский фронт             | 19-я армия        | 10-я гвардейская стрелковая дивизия 101-я гвардейская стрелковая дивизия 102-я гвардейская стрелковая дивизия | 198-й отдельный гвардейский батальон связи                                      | -          |
| 01.03.1945 | 2-й Белорусский фронт             | 19-я армия        | 10-я гвардейская стрелковая дивизия 101-я гвардейская стрелковая дивизия 102-я гвардейская стрелковая дивизия | 198-й отдельный гвардейский батальон связи 108-й самоходный артиллерийский полк | -          |
| 01.04.1945 | 2-й Белорусский фронт             | 19-я армия        | 10-я гвардейская стрелковая дивизия 101-я гвардейская стрелковая дивизия 102-я гвардейская стрелковая дивизия | 198-й отдельный гвардейский батальон связи 108-й самоходный артиллерийский полк | -          |
| 01.05.1945 | 2-й Белорусский фронт             | 2-я ударная армия | 101-я гвардейская стрелковая дивизия 102-я гвардейская стрелковая дивизия 272-я стрелковая дивизия            | 198-й отдельный гвардейский батальон связи 108-й самоходный артиллерийский полк | -          |
| 09.06.1945 | Группа советских войск в Германии | 2-я ударная армия | 101-я гвардейская стрелковая дивизия 102-я гвардейская стрелковая дивизия 272-я стрелковая дивизия            | 198-й отдельный гвардейский батальон связи                                      | -          |
| 01.12.1945 | Группа советских войск в Германии | 2-я ударная армия | 101-я гвардейская стрелковая дивизия 102-я гвардейская стрелковая дивизия 272-я стрелковая дивизия            | 198-й отдельный гвардейский батальон связи                                      | -          |

## Командование

### Командиры корпуса
- Микульский, Семён Петрович (29.12.1944 — 23.03.1945), гвардии генерал-лейтенант;
- Горохов, Сергей Фёдорович (23.03.1945 — 07.07.1945), гвардии генерал-майор[6][7];
- Воробьёв, Яков Степанович (08.07.1945 — 06.1947), гвардии генерал-лейтенант[1].

### Заместители командиров по строевой части
- Богданович, Пётр Константинович (07.1945 — 10.1946), гвардии генерал-майор.

### Начальник политотдела, он же заместитель командира по политической части
- Макунин Иван Павлович (29.12.1944 — 01.06.1947), гвардии полковник[8].

### Начальники штаба
- Летягин, Афанасий Трофимович (29.12.1944 — 09.08.1945), гвардии полковник;
- Банный, Михаил Георгиевич (10.08.1945 — 03.1946), гвардии полковник;
- Сочилов, Леонид Тимофеевич (03.1946 — 06.1947), гвардии полковник.

## Награды и почётные наименования
| Награда (наименование)        | Дата награждения                                                                              | За что получена |
| ----------------------------- | --------------------------------------------------------------------------------------------- | --- |
| Почётное звание «Гвардейский» | присвоено приказом Народного комиссара обороны СССР № 0412 от 29 декабря 1944 года            | за проявленные героизм и отвагу, за стойкость, мужество, дисциплину, организованность и умелое выполнение боевых задач                                                                            |
| Орден Красного Знамени        | награждён указом Президиума Верховного Совета СССР от 2 июля 1944 года 99-й стрелковый корпус | за образцовое выполнение заданий командования в боях с немецко-финскими захватчиками при форсирование реки Свирь, прорыве сильно укреплённой обороны противника и проявленные доблесть и мужество |

Также были удостоены наград входящие в состав корпуса части:
- 198-й отдельный гвардейский ордена Красной Звезды батальон связи
  - Награждён орденом Красной Звезды указом Президиума Верховного Совета СССР от 17 мая 1945 года года, за образцовое выполнение заданий командования в боях немецкими захватчиками при овладении городом и военно-морской базой Гдыня и проявленные при этом доблесть и мужество[10].

## Послевоенная история
9 июня 1945 года, на основании директивы Ставки Верховного Главнокомандования № 11095 от 29 мая 1945 года, корпус в составе 2-й ударной армии вошёл в группу советских войск в Германии.
В июне 1945 года корпус вышел на линию соприкосновения с союзными английскими войсками Висмар — Шверин.
В январе 1946 года корпус был выведен из Германии на территорию Воронежского военного округа (штаб в городе Воронеж).
В состав корпуса вошли следующие части:
- 38-я гвардейская стрелковая Лозовская Краснознамённая дивизия в/ч 06705 (Воронеж)
- 101-я гвардейская стрелковая Печенгская Краснознамённая, орденов Суворова и Красной Звезды дивизия в/ч 68386 (Борисоглебск)
- 102-я гвардейская стрелковая Новгородско-Померанская Краснознамённая, орденов Суворова и Красной Звезды дивизия в/ч 07707 (Бобров)[12]
- 78-я гвардейская корпусная артиллерийская бригада:
  - 85-й гвардейский гаубичный артиллерийский Симферопольский Краснознамённый, орденов Суворова, Кутузова и Александра Невского полк, в/ч 34465 (Бобров)
  - 41-й гвардейский пушечный артиллерийский Верхнеднепровский орденов Суворова, Кутузова и Александра Невского полк
  - 29-й отдельный разведывательный дивизион

Директивой Военного Совета Московского военного округа № 032 от 14 мая 1946 года 85-й гвардейский гаубичный артиллерийский полк был переформирован в 85-й гвардейский корпусной артиллерийский полк. В феврале 1947 года приказом Министра Вооружённых Сил СССР № 0029 от 24 декабря 1946 года 85-й гвардейский гаубичный артиллерийский полк был передан в состав 2-й гвардейской стрелковой дивизии.
На 1 апреля 1947 года корпус имел следующий состав:
- 11-я отдельная гвардейская стрелковая бригада (бывшая 102-я гвардейская стрелковая дивизия) (Бобров)
- 19-я отдельная гвардейская стрелковая бригада (бывшая 38-я гвардейская стрелковая дивизия) (Воронеж)
- 21-я отдельная гвардейская стрелковая бригада (бывшая 101-я гвардейская стрелковая дивизия) (Борисоглебск)
- 50-я отдельная стрелковая бригада (бывшая 272-я стрелковая дивизия) (Борисоглебск)[13][14]

В июне 1947 года управление 40-го гвардейского стрелкового Краснознамённого корпуса было расформировано.